# التدخين في إيران

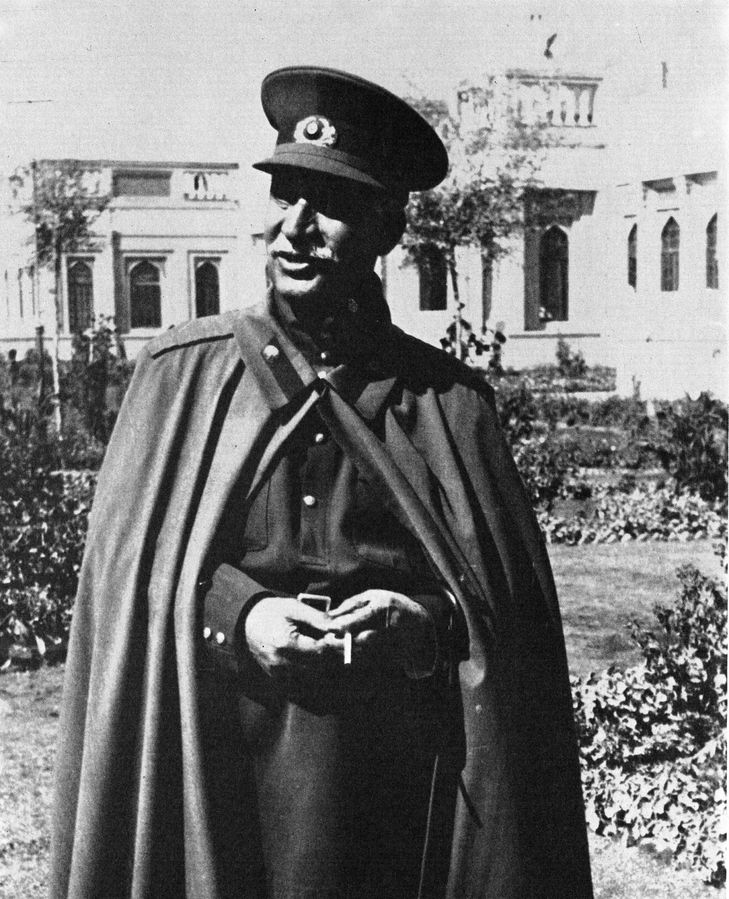
Reza Shah King of Iran, 1937

التدخين في إيران محظور في جميع الأماكن العامة مُنذ عام 2007، ويشمل ذلك جميع الهيئات الحكومية والفنادق. وقد فُرض حظر على التدخين لجميع سائقي السيارات في كافة أنحاء البلاد في مارس 2006، وعلى الرغم من أن المخالفين قد يواجهون غرامات، إلا أن الحظر غالبًا ما يتم تجاهله على نطاق واسع. يُحظر بيع منتجات التبغ لأي شخص دون سن 18 عامًا، ويُعاقب المخالفون بمصادرة منتجات التبغ الخاصة بهم وغرامة مالية.
حوالي 20% من الذكور البالغين و4.5% من الإناث البالغات يدخنون التبغ (12 مليون مدخن وفقًا لبعض التقديرات). يلقى حوالي 60,000 إيراني حتفهم سنويًا بسبب التدخين بشكل مباشر أو غير مباشر (2008). يُعد التدخين مسؤولًا عن 25% من الوفيات في البلاد. ويُعتقد أن ما يقارب 54 إلى 60 مليار سيجارة يتم استهلاكها سنويًا في إيران.
ووفقًا لمسؤولين في الشركة الإيرانية الوطنية للتبغ، يتم تهريب نحو 2.7 مليار سيجارة إلى إيران سنويًا، بالإضافة إلى 26.7 مليار سيجارة أخرى يتم استيرادها بشكل قانوني (2008). تخضع واردات السجائر والتبغ والسيجار وورق السجائر والفلاتر لاحتكار حكومي. ينفق الإيرانيون أكثر من 1.8 مليار دولار سنويًا على التبغ.
ووفقًا لقانون صدر عام 2010، فإن المدخنين لا يُعيّنون في المناصب الحكومية العليا. وعلى الرغم من ذلك، فإن القائد الأعلى الحالي علي خامنئي كان مدخنًا منذ شبابه.